# ジョン・グリシャム
ジョン・グリシャム（John Grisham,  1955年2月8日 - ）は、アメリカの小説家。

## 経歴
アーカンソー州の建設労働者の息子（5人兄弟の第2子）として生まれる。父が季節労働者であったため、引っ越しを繰り返したあと、12歳のときにミシシッピ州に落ち着く。両親は正式な教育をあまり受けてなかったが、母が教育熱心だった。高校時代はサウスヘイヴン・ハイスクールのフットボールチームのクォーターバックをつとめた。当時読んだジョン・スタインベックの文章に強く影響を受けている。
10代からアルバイトを始めるが、低賃金に嫌気がさし、17歳のときに父の知り合いの紹介で高速道路のアスファルト修繕員の仕事を始める。仕事帰りの酒場で同僚たちの喧嘩から銃撃騒ぎとなり、これをきっかけに将来のため、真剣に進学を考えるようになる。
ショッピングモールで販売員として働きながら、地元のコミュニティカレッジに通い始めたが、専攻を決めかね、大学を3回替える。最初は幼いころからの夢だった野球選手を目指したが断念し、ミシシッピ州立大学で会計学を学ぶ。このころつけ始めた日誌が、やがて後の創作活動の助けになる。1977年卒業後、ミシシッピ大学ロースクールに進学する。当初は税法専攻だったが、次第に刑法や刑事訴訟法に興味が移る。1981年に結婚する。
1983年に卒業後、サウスヘイヴンに戻り、小さな弁護士事務所を開業、刑事事件などを中心に10年間のキャリアを積む。個人経営の弁護士は貧しい人たちの公費弁護人になることが多く、それを通してその後の小説のネタとなる事件を多く経験する。
1983年から1990年までの間、ミシシッピ州議会議員としても活動する。その間に、裁判や訴訟に関連した小説を書き始め、その多くが映画化されてヒットする。2006年にはノンフィクションを初めて刊行した。
1984年、12歳の少女のレイプ事件の裁判をたまたま傍聴する。陪審員がみな涙するような悲惨な事件で、犯人を銃殺してやりたいと思うほどだった。そこから、余暇を利用し、もし少女の父親がレイプ犯を殺したら、という想定で創作活動を開始する。3年をかけ、『評決のとき』を完成する。だが28社にのぼる出版社に断られ、最終的に出版できたのは翌1988年、初版5000部だった。
『評決のとき』を書き上げると、すぐに次作『法律事務所』(The Firm)に取りかかった。これが150万部の大ヒットとなり映画化され、一気にスター作家として注目を浴びた。それ以来、年に最低1作は書き続け、多くはベストセラーになっている。1994年から2000年まで全米1位のベストセラー作家を続けるという偉業も達成した。2005年、2008年、2011年にも著作が全米1位のベストセラーとなっている。
1990年代半ばにバージニア州へ移り住む。野球場がまったくない山がちな土地柄だったが、野球選手志望だったグリシャムは、息子たち少年野球団のために日本円で数十億円に相当すると言われる私財を投じ、Cove Creek Park という野球場を建設した。リトルリーグのための野球場としては全米一ともいわれる場所になっている。
また、アメリカ南部文学の発展を願い、ミシシッピ大学英文学部の奨学金プログラムや文芸誌などへの資金援助も続けている。2008年からはノースカロライナ州チャペルヒルで妻と2人の娘とともに暮らし、日曜日には地元の教会の日曜学校で教えている。

## 執筆活動
グリシャムは自身の弁護士経験を活かして、リーガル・サスペンス（いわゆる法廷もの）を数多く執筆している。その一方で、アメリカン・フットボールを題材にした『奇跡のタッチダウン―報酬はピッツァとワインで』をはじめとする、他分野における執筆活動も盛んに行っている。

## 評価
- グリシャムの作品はサロン・ドット・コムの現代作家事典で「ビーチ・ノヴェル」であると指摘されたことがある。（一見、法律や弁護士の話のようであるが、主人公は最後には職を辞してビーチにいることが多いため）

## 著作

### フィクション
- 評決のとき （A Time to Kill, 1989年 以下米国発表年） 同題で映画化
- 法律事務所（英語版） （The Firm, 1991年） 『ザ・ファーム 法律事務所』として映画化、2012年には自らが製作総指揮の一人として携わり小説・映画版の10年後を描いたテレビドラマ『THE FIRM ザ・ファーム 法律事務所』が製作された
- ペリカン文書 （The Pelican Brief, 1992年）　 同題で映画化
- 依頼人 （The Client, 1993年）　同題で映画化
- 処刑室 （The Chamber, 1994年）  『チェンバー/凍った絆』として映画化、ビデオ発売時の邦題は『チェンバー/処刑室』
- 原告側弁護人 （The Rainmaker, 1995年）  『レインメーカー』として映画化
- 陪審評決 （The Runaway Jury, 1996年）  『ニューオーリンズ・トライアル』として映画化
- パートナー （The Partner, 1997年）同題で映画化
- 路上の弁護士 （The Street Lawyer, 1998年）
- テスタメント （The Testament, 1999年）
- 裏稼業 （The Brethren, 2000年）
- ペインテッドハウス （A Painted House, 2001年）  2003年に『ペインテッドハウス』としてテレビ映画化
- スキッピング・クリスマス （Skipping Christmas, 2001年） 2004年に『クランク家のちょっと素敵なクリスマス』として映画化
- 召喚状 （The Summons, 2002年）
- 甘い薬害 （The King of Torts, 2003年）
- Bleachers （2003年）
- 最後の陪審員 （The Last Juror, 2004年）
- 大統領特赦 （The Broker, 2005年）
- 奇跡のタッチダウン―報酬はピッツァとワインで― （Playing For Pizza, 2007年）
- 謀略法廷（The Appeal, 2008年）
- アソシエイト （The Associate, 2009年） ザック・エフロン主演で映画化予定[3]
- 自白 （The Confession, 2010年）
- 巨大訴訟 （The Litigators, 2011年）
- 司法取引 （The Racketeer, 2012年）
- Calico Joe （2012年）
- Sycamore Row　（2013年） 『評決のとき』の続編
- 汚染訴訟 （Gray Mountain, 2014年）
- Rogue Lawyer （2015年）
- The Whistler （2016年）
- 「グレート・ギャツビー」を追え （Camino Island, 2017年）村上春樹訳 2020年 中央公論新社、のち中公文庫
- The Rooster Bar (2017年)
- The Reckoning (2018年)
- The Guardians (2019年)
- 「狙われた楽園」(Camino Winds, 2020年)星野真里訳 2021年 中央公論新社、のち中公文庫
- A Time for Mercy (2020年)
- Sooley (2021年)
- The Judge's List (2021年)
- The Boys From Biloxi (2022年)
- The Exchange (2023年)

### 少年弁護士セオ シリーズ
日本語訳は岩崎書店から刊行されている。
- なぞの目撃者 （Theodore Boone: Kid Lawyer, 2010年）
- 誘拐ゲーム （Theodore Boone: The Abduction, 2011年）
- 消えた被告人 （Theodore Boone: The Accused, 2012年）
- 正義の黒幕 （Theodore Boone: The Activist, 2013年）
- 逃亡者の目 （Theodore Boone: The Fugitive, 2015年）
- 仮面スキャンダル （Theodore Boone: The Scandal, 2016年）
- 無実の共犯者 （Theodore Boone: The Accomplice, 2019年）

### ノンフィクション
- 無実 （The Innocent Man, 2006年 ISBN 0-385-51723-8 日本語訳：ゴマ文庫 2008年）